# جمعية كينسينغتون (مجموعة مناقشة نسائية)

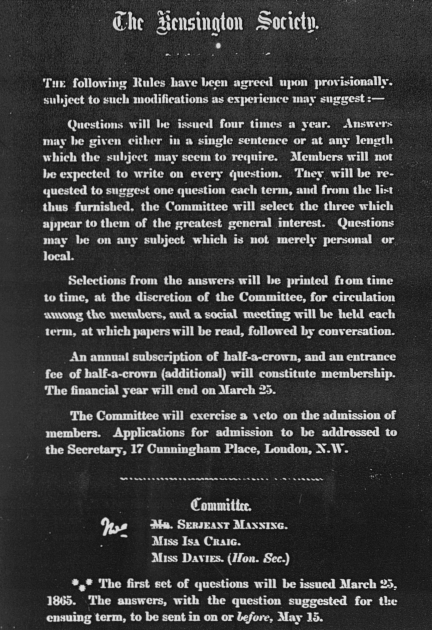

جمعية كينسينغتون (1865- 1868)  كانت جمعية مناقشة المرأة البريطانية تُوجَدْ في كينسينغتون، لندن، والتي أصبحت مجموعة حيث اجتمع الناخبون من أجل مناقشة حقوق المرأة ونظمت أول حملات لحق المرأة في التصويت والتعليم العالي وعقد الملكية.

## تاريخها
تقابل المجتمع، الذي تم تشكيله في مارس1865، في منزل كينسينغتون لرئيسه شارلوت مانينج، وتمتع بعلاقة قريبة مع مؤسسات التعليم العالي الإنجليزية التي يمكن أن تكون للنساء. كان معظم الأعضاء من النساء الصغيرات في السن وغير المتزوجات والمتعلمات من الطبقة الوسطى. لم يكن تسعة من الأعضاء الإحدي عشر الأصليين متزوجين، مما يشير إلى التزام بشكل أوسع لتمكين المرأة. شمل المجتمع: باربرا بوديشون، وإميلي ديڤيز، فرانسيس بوس، ودوروثيا بيل، چيسي بوشريت، وإليزابيث جاريت أندرسون،
وهيلين تايلور، وشارلوت مانينج، وآنا سوانويك، وآنا كلوف، والعاملة المجتهدة للفتيات المحرومات،روزاموند دافنبورت هيل. عضو آخر في وقت مبكر، إميليا روسل جورني وكانت زوجة روسل جورني والتي قدمت تشريعات في البرلمان بشأن حقوق المرأة في الملكية وممارسة الطب. توسعت العضوية إلى 33 عضوًا من خلال المؤسس الرسمي، إجمالي مجموعه 58 عضوًا في العام التالي و67 عضوًا بنهاية عام 1868.
اهتماماً بتحقيق أقصى قدر من الكفاءة وجودة المناقشة، قدم كل عضو سؤال مناقشة قبل الاجتماعات. اختارت شارلوت مانينغ، وعيسى كريج، وإميلي ديڤيز الأسئلة الثلاثة ذات &quot;الاهتمام الأكبر&quot; للمجموعة وقدمها لهم. تبادل الأعضاء اوراق الاستجابة وناقشوها في الاجتماع التالي. من خلال إعطاء الفرصة لجميع أعضائها للمشاركة في النقاش والنقاش البنَّاء، سمحت الجمعية للنساء المؤهلات والمتعلمات بالتعبير عن أفكارهن بمزيد من التوسع في الانتخاب والحركات السياسية الأكثر مساواة. اتهم المجتمع مبلغ كبير من شلن وستة بنسات سنويا ونفس المبلغ لكل اجتماع. تم استخدام منزل مانينج لأنه يمكنه أن يتسع عدد النساء اللائي حضرن. كانت بعض النساء واثقة، حيث استخدم آخرون المجتمع كمكان يمكنهم فيه مناقشة مجموعة واسعة من الموضوعات بشكل سري. لم يتم تسجيل الآراء المُعَبَّر عنها في الاجتماعات، لكن الموضوعات
التي تم اختيارها شملت طاعة البنات، سواء كان ينبغي تعليم الأولاد والبنات نفس المواضيع وما إذا كان يمكن للمرأة أن تطمح إلى أن تكون أعضاء في البرلمان أو القضاة إذا تم منحهم حق التصويت. في 28 أبريل 1866، قام أعضاء المجتمع باربرا بوديشون وإميلي ديڤيز چيسي بوشريت بصياغة من أجل الحق في التصويت جميع الأسر المعيشية، دون تمييز على أساس الجنس، ممن يمتلكون ممتلكات أو مؤهلات إيجار قد تحددها داركم التشريفية. كان هذا الالتماس الأول من نوعه، لكن المرأة المتزوجة بذكاء وبشكل خاص استبعدت، حيث احتفظ أزواجهن اللائي يتمتعن بحق التصويت بممتلكاتهن وتملكن سلطة منع تطبيق الوثيقة. اعتمدت جمعية كينسينغتون على الشبكات الاجتماعية للحصول على 1499 توقيعًا. تقدمت الجمعية بطلب إلى هنري فوسيت وجون ستيوارت ميل، وهم أعضاء البرلمان الذين فضلوا الانتخاب العام. أضافت ميل تعديلاً يمنح المرأة حقوقًا سياسية متساوية لمشروع قانون الإصلاح في عام 1866، وقد قدمته مع فوسيت إلى البرلمان. هزمت الهيئة التشريعية التعديل بين 196 صوتًا مقابل 73 صوتًا، لكن جمعية كينسينغتون قاومت. بعد هذه الهزيمة، قرر المجتمع تجربة أساليب جديدة. في 5 يوليو 1867، تم تغيير اسمها إلى جمعية لندن الوطنية لحق المرأة في التصويت وشكلت اتحادًا فضفاضًا مع مجموعة مماثلة تقع في مانشستر وإدنبرة تُدْعَى الجمعية الوطنية لحق المرأة في التصويت (NSWS). في النهاية، تحالفت 17 منظمة مماثلة وأصبحت الاتحاد الوطني لجمعيات النساء المصابات بحق الاقتراع (NUWSS) وكانت مفتاح النجاح النهائي لحركة الانتخاب النسائية. سهلت جمعية كنسينغتون في لندن النقاش بين النساء التقدميات والقائدات في لندن في القرن التاسع عشر. كانت مناقشاتهم وأعمالهم السياسية بمثابة الأساس لحركات الانتخاب النسائية والعمل السياسي المحفز. استمر العديد من أعضائه إلى الدعوة للتغيير إلى ما وراء النقطة التي مارست فيها المرأة الإنجليزية حق التصويت. على الرغم من نشاطها الرسمي فقط من عام 1865 إلى عام 1868، إلا أن جمعية كينسينغتون خدمت كدور قاطع في تأسيس حق المرأة في التصويت في المملكة المتحدة.